# أوفلاج التاسع-سي
```
ستالاج التاسع-سي
 
معسكرًا
 ألمانيًا 
لأسرى الحرب
 للضباط ( 
Offizierlager
 ) خلال الحرب العالمية الثانية، ويقع إلى الجنوب مباشرة من قرية مولسدورف، بالقرب من 
إرفورت
 في 
تورينجيا
.
```

## تاريخ المخيم
كان المعسكر يضم ضابط من جيش الوطن تم أسرهم بعد انتفاضة وارسو عام 1944. كان يتألف من سبعة أكواخ خشبية ومبنى إداري، تم بناؤه في الأصل في عام 1938 للعمال الرقيق من محتشد اعتقال بوخنفالد القريب الذين كانوا يعملون في الطريق السريع بالقرب من إرفورت. أصبح المخيم الآن تحت القيادة الإدارية لستالاج التاسع-سي بالقرب من باد سولزا. 

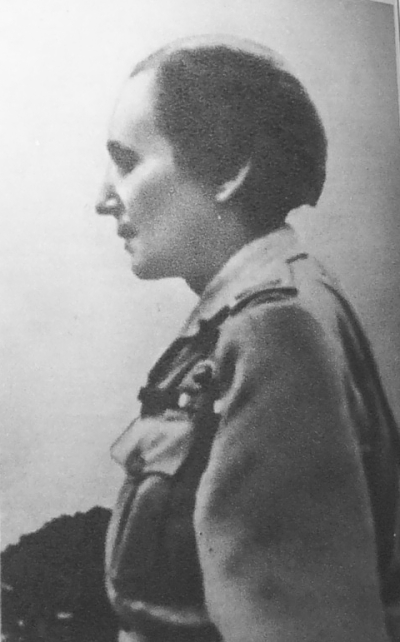
الرائد واندا جيرتز

كان المخيم واحدًا من أسوأ الأوفلاجات التي يديرها الجيش الألماني خلال الحرب. الضابط المسؤول برتبة هاوبتمان، كان في يتصرف معهم بشكل جيد، ولكن على ما يبدو أنه غير قادر على تحسين الوضع، وفقًا لشهادة السجناء. تم بناء المخيم على أرض مستنقعات معرضة للفيضانات. وقد استخدمت أكواخ خشبية مؤقتة فقط في 1938-1939، ثم التخلي عنها، لذلك كانت متهالكة ورطبة، وتنتشر فيها البق والفئران والجرذان. لم يكن هناك تدفئة في الثكنات على الرغم من انخفاض درجات الحرارة إلى −17 °م (1 °ف) في الشتاء. كانت حصص الإعاشة ضعيفة، على الرغم من أن بعض حزم الصليب الأحمر تم إرسالها في نهاية المطاف من ستالاج التاسع سي، إلا أن السجناء كانوا يفتقرون إلى أي وسيلة للطهي، وكان عليهم الارتجال قدر المستطاع. قاموا بحرق الورق والكرتون ورقائق الخشب في علب الصفيح الفارغة لغلي الماء، ولكن سرعان ما حظرت سلطات المخيم هذه الممارسة. كانت مرافق الغسيل غير موجودة، ولم يكن هناك ماء ساخن. بذل أربعة أطباء بولنديون قصارى جهدهم بدون أدوات وقليل من الأدوية، لكن أمراض الجهاز التنفسي وسوء التغذية كانت متوطنة. تتألف مكتبة المعسكر من 105 كتاب فقط، معظمها من السجناء أنفسهم. لم يكن لديهم إمكانية الوصول إلى كاهن، ولم تعقد أي خدمات دينية في المخيم. 
في 6 فبراير 1945 خلال معركة دامية بين طائرتين للحلفاء ومقاتلة ألمانية، أصيب كوخان بنيران طائشة. وقتل سجين وأصيب ستة عشر آخرون. 
وصل مندوب اللجنة الدولية للصليب الأحمر، الدكتور هـ. لاندولت، في جولة تفقدية في 8 مارس 1945، برفقة ضابط من القيادة العليا الألمانية. وذكر في تقريره: «يبدو هذا المخيم بشكل مدهش مثل معسكر اعتقال، وليس مثل أي جولاج رأيته.»  وعد الألمان بتصحيح الوضع.
ومع ذلك، بعد أقل من شهر، في 5 أبريل 1945، سار السجناء على 35 كيلومتر (21.7 ميل) شرقًا إلى بلانكينهاين، حيث تم إيواؤهم في مدرسة أدولف هتلر السابقة. بعد ثلاثة أيام، في 8 أبريل، دخلت قوات فرقة المشاة 89 الأمريكية المخيم في مولسدورف، ووجدت أنه يحتوي على ثلاثين سجينًا فقط كانوا مرضى للغاية.  وأخيراً، في 13 أبريل / نيسان، تم تحرير السجناء في بلانكينهاين من قبل الفرقة 89. 

## مخيمات أخرى
بين نوفمبر 1939 ويونيو 1940 تم تعيين معسكر أسرى الحرب في روتنبورغ أن دير فولدا في هيس أوفلاج IX-C.  ثم أصبح معسكرًا فرعيًا ( Zweiglager ) للمخيم في Spangenberg وتم تغيير اسمه إلى Oflag IX-A / Z. 